# Țicleni
Țicleni este un oraș în județul Gorj, Oltenia, România.

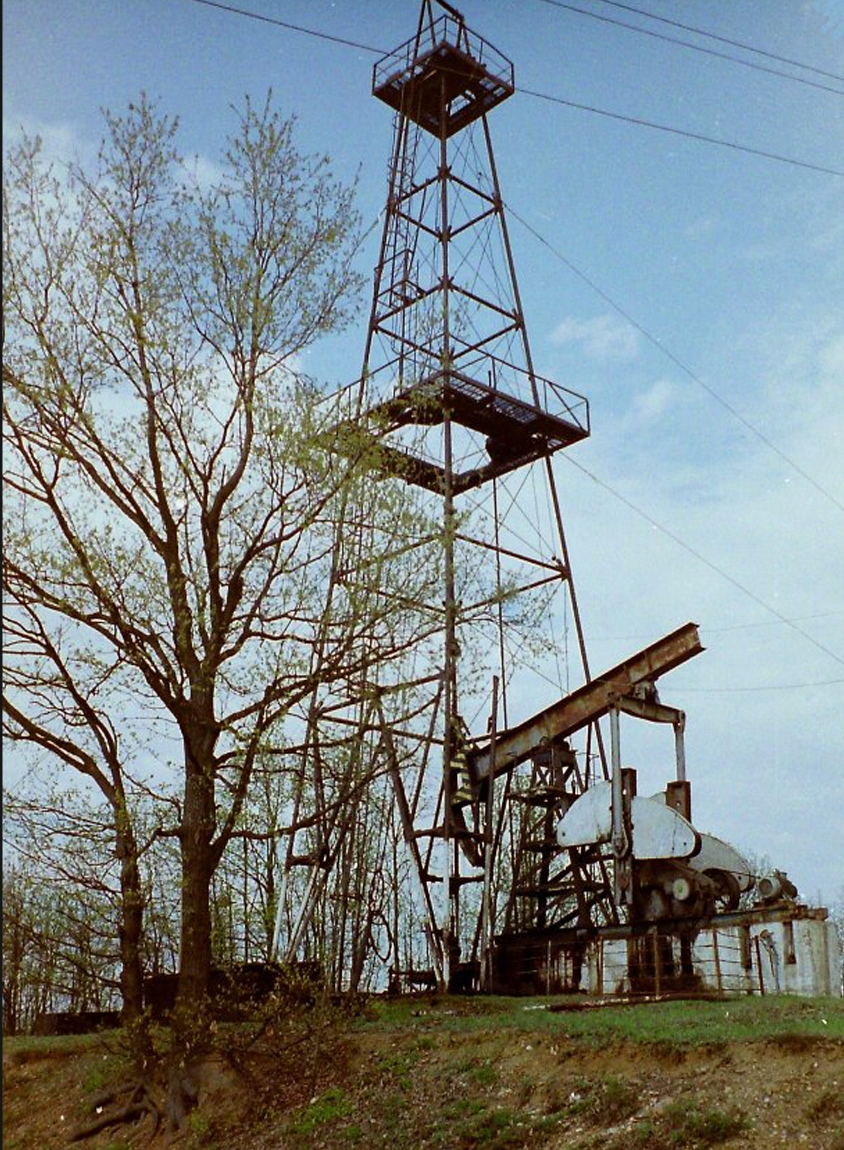
Turlă de sondă în Țicleni

Este o localitate dezvoltată în jurul exploatărilor din industria extractivă : petrol și gaze naturale.
Vatra localității are la origine un vechi sat de moșneni.
Relieful este predominant deluros, cu păduri de foioase (câțiva stejari sunt seculari) și conifere. Fauna cuprinde și exemplare de iepuri, căprioare, vulpi, porci mistreți.
Este, în ordinea numărului de locuitori, al 252-lea oraș din România. La nivelul județului, este al 6-lea ca mărime.
A fost ridicat la statutul de oraș în 1968. Este constituit prin reunirea a 3 porțiuni principale, de la N la S: Tunși, Țicleni, Gura Lumezii, la care se adaugă 3 foste colonii de muncitori în exploatarea petrolului, în prezent modernizate.
Orașul are un stadion propriu și există 2 echipe de fotbal - FC Petrolul Țicleni si Viitorul Ticleni. 
În trecut aici funcționau Băile Țicleni, o stațiune balneoclimaterică. 
Orașul are 2 unități medicale, o școală gimnazială, 3 școli primare, 4 grădinițe, 4 biserici, o Casa de cultură, o bibliotecă orășenească, un Liceu Tehnologic, localuri de zi și de noapte, restaurante, terase și  magazine generale modernizate, cu aer condiționat.

## Demografie
Componența etnică a orașului Țicleni
     Români (93,67%)
     Alte etnii (0,53%)
     Necunoscută (5,8%)
Componența confesională a orașului Țicleni
     Ortodocși (90,62%)
     Penticostali (1,3%)
     Alte religii (0,92%)
     Necunoscută (7,17%)
Conform recensământului efectuat în 2021, populația orașului Țicleni se ridică la 3.934 de locuitori, în scădere față de recensământul anterior din 2011, când fuseseră înregistrați 4.414 locuitori. Majoritatea locuitorilor sunt români (93,67%), iar pentru 5,8% nu se cunoaște apartenența etnică. Din punct de vedere confesional, majoritatea locuitorilor sunt ortodocși (90,62%), cu o minoritate de penticostali (1,3%), iar pentru 7,17% nu se cunoaște apartenența confesională.
|  | Graficele sunt indisponibile din cauza unor probleme tehnice. Mai multe informații se găsesc la Phabricator și la wiki-ul MediaWiki. |

Date: Recensăminte sau birourile de statistică - grafică realizată de Wikipedia

## Politică și administrație
Orașul Țicleni este administrat de un primar și un consiliu local compus din 13 consilieri. Primarul, Constantin Radu[*], de la Partidul Social Democrat, este în funcție din 2012. Începând cu alegerile locale din 2024, consiliul local are următoarea componență pe partide politice:
|  | Partid                          | Consilieri | Componența Consiliului | Componența Consiliului | Componența Consiliului | Componența Consiliului | Componența Consiliului | Componența Consiliului | Componența Consiliului |
|  | ------------------------------- | ---------- | ---------------------- | ---------------------- | ---------------------- | ---------------------- | ---------------------- | ---------------------- | ---------------------- |
|  | Partidul Social Democrat        | 7          |                        |                        |                        |                        |                        |                        |                        |
|  | Partidul Național Liberal       | 3          |                        |                        |                        |                        |                        |                        |                        |
|  | Alianța Dreapta Unită           | 2          |                        |                        |                        |                        |                        |                        |                        |
|  | Alianța pentru Unirea Românilor | 1          |                        |                        |                        |                        |                        |                        |                        |

## Personalități născute aici
- Grigore Beuran (1924 - 1999), scriitor;
- Norbert Niță (n. 1972), fotbalist